# Бела Хадид
Изабела Хаирия Хадид (на английски: Isabella Khairiah Hadid) е американски модел. През 2016 г. тя е избрана за „Модел на годината“ от професионалистите в индустрията – Models.com. За периодът от четири години Хадид има двадесет и седем появи на кориците на международното списание Vogue.
Родена във Вашингтон, окръг Колумбия и израснала в Санта Барбара, Калифорния, Хадид започва кариерата си на модел на 16-годишна възраст. Тя подписва с IMG Models през август 2014 г. Прави своя дебют на Седмицата на модата в Ню Йорк през следващия месец. През 2017 г. Хадид подобрява рекорда на Дауцен Крьос за най-много корици на Vogue септември за една година, като се появява в пет международни издания (Китай, Испания, Бразилия, Австралия и Арабия).

## Биография
Изабела Хадид е родена на 9 октомври 1996 г. във Вашингтон, окръг Колумбия. Нейният баща, Мохамед Хадид, е палестинско-йордански предприемач на недвижими имоти, а майка ѝ, Йоланда Хадид, е бивш холандски модел. Тя има по-голяма сестра, Джиджи, и по-малък брат, Ануар, които също са модели. Тя има две по-големи полусестри по бащина линия; Мариел и Алана. Хадид и нейните братя и сестри са били отгледани в ранчо в Санта Барбара. Семейството се премества в Бевърли Хилс десет години по-късно.
Като тийнейджър Хадид се занимава с езда, и е мечтала да се състезава на Летните олимпийски игри през 2016 г., въпреки че се състезава в конна езда, която не е олимпийска дисциплина. Тя бива диагностицирана, заедно с майка си и брат си, с хронична лаймска болест през 2012 г.
След като завършва гимназията „Малибу“ през 2014 г., Хадид се премества в Ню Йорк, за да учи фотография в училището за дизайн „Парсънс“. Тя прекъсва обучението си, за да се съсредоточи върху кариерата си на модел, но изразява интерес да се върне в училище, след като приключи с моделирането, за да се насочи към модната фотография. Хадид също е изразила интерес към актьорството.

## Личен живот

### Правни проблеми
На 22 юли 2014 г. Хадид бива арестувана и обвинена в шофиране под въздействието на алкохол и наркотици. Шофьорската ѝ книжка е отнета за една година и тя получава шест месеца пробация. Освен това на Хадид ѝ бива наредено да изпълнява 25 часа общественополезен труд и да присъства на 20 часа срещи на Анонимни алкохолици.

### Любовни отношения
От април 2015 г. до август 2019 г. Хадид е в периодична връзка с канадския певец и автор на песни The Weeknd. Тя участва в музикалния видеоклип към неговия сингъл In the Night през декември 2015 г. Тяхната връзка получава широко медийно внимание и става тема на спекулации в таблоидите.
През юли 2020 г. Хадид започва отношения с арт директора Марк Калман. Тяхната връзка бива оповестена публично на 8 юли 2021 г., по време на нейното участие на Седмицата на модата в Париж и на филмовия фестивал в Кан.

### Религия и политика
Когато обсъжда своето несъгласие относно имиграционната политика на президента Тръмп през 2017 г., Хадид споделя по време на интервю с Портър, че е „горда, че е мюсюлманка“, докато разказва историята на баща си като бежанец. През март 2022 г., в американския Vogue, Хадид разкрива, че води духовен начин на живот и въпреки че семейството ѝ не е религиозно, тя е израснала, учейки се за юдаизма и се интересува от исляма. „Аз съм много духовна и намирам, че се свързвам с всяка религия“, обяснява тя. „В човешката природа има онова нещо „моят начин е правилният път“, но за мен не става дума за моя или за вашия Бог. Просто се отзовавам на всеки, който желае да бъде до мен.“
През януари 2017 г. Хадид присъства на марша „Без забрана, без стена“ в Ню Йорк, като казва в интервю, че собствената ѝ семейна история я е накарала да участва в марша: „Идвам от наистина разнообразен произход. Имах невероятни преживявания по целия свят… и научих, че всички сме просто хора и всички заслужаваме уважение и доброта. Не трябва да се отнасяме към хората така, сякаш не заслужават добро само заради етноса си. Просто не е правилно.“ На 8 декември Хадид се присъединява към протестите в Лондон срещу решението на Тръмп да премести посолството на САЩ в Израел и да признае Йерусалим за столица на Израел.

## Награди и номинации
През март 2016 г. Хадид печели „Модел на годината“ на Daily Front Row's Fashion Los Angeles Awards. През юни 2016 г. Хадид се класира сред Топ 50 модела на Models.com. През септември тя спечели „Модел на годината“ на наградите Джи Кю в Лондон. През декември Models.com номинира Хадид за наградите Reader's Choice за „Модел на годината“ и „Звезда на годината в социалните медии“. Тя бива избрана за „Модел на годината“ от професионалистите в индустрията.